# Бабушкин, Александр Семёнович (революционер)
Алекса́ндр Семёнович Ба́бушкин (1897—1918) — большевик, рабочий Ижевского завода, борец за Советскую власть, первый председатель ЧК Ижевска.

## Биография
Родился в 1897 году в семье ижевского рабочего. С тринадцати лет работал на заводе учеником токаря. В феврале 1917 года принял активное участие во всеобщей заводской стачке, был арестован, освобождён по политической амнистии после Февральской революции. В июле 1917 года вступил в РСДРП(б). В августе 1917 года был избран депутатом Ижевского Совета.
В мае 1918 года назначен начальником штаба советской милиции, а позднее — председателем чрезвычайной комиссии Ижевска. ЧК выявила попытку организации восстания на Ижевском заводе и одновременно в Перми, и арестовала несколько десятков заговорщиков. Во время антибольшевистского восстания рабочих Ижевска Бабушкину с группой красноармейцев удалось вырваться из окружения и уйти. Его отряд, предпринявший через несколько дней попытку прорваться в Ижевск, был разбит в неравном бою. Бабушкин был захвачен в плен, заключён в заводскую башню и там казнён.
Похоронен на Михайловской площади (Красной горке).

## Память
- 16 октября 1937 года по решению исполкома горсовета имя Бабушкина получила одна из улиц Ижевска[2].